# Tlacaxatl
Tlacaxatl är en ort i Mexiko.   Den ligger i kommunen Milpa Alta och delstaten Distrito Federal, i den sydöstra delen av landet, 28 km sydost om huvudstaden Mexico City. Tlacaxatl ligger 2 280 meter över havet och antalet invånare är 219.
Terrängen runt Tlacaxatl är varierad. Runt Tlacaxatl är det tätbefolkat, med 411 invånare per kvadratkilometer. Närmaste större samhälle är Iztapalapa, 18,3 km norr om Tlacaxatl. Trakten runt Tlacaxatl består till största delen av jordbruksmark.